# Хјум (Илиноис)
Хјум (енгл. Hume) град је у америчкој савезној држави Илиноис.

## Демографија
По попису из 2010. године број становника је 380, што је 2 (-0,5%) становника мање него 2000. године.
| Група             | 2000.       | 2010.       |
| Белци             | 375 (98,2%) | 374 (98,4%) |
| Афроамериканци    | 0 (0,0%)    | 0 (0,0%)    |
| Азијати           | 0 (0,0%)    | 0 (0,0%)    |
| Хиспаноамериканци | 7 (1,8%)    | 3 (0,8%)    |
| Укупно            | 382         | 380         |